# Komisija za lokalno samoupravo Državnega zbora Republike Slovenije
Komisija za lokalno samoupravo je bivša komisija Državnega zbora Republike Slovenije.

## Sestava
1. državni zbor Republike Slovenije
- izvoljena: 23. februar 1993
- predsednik: Ciril Ribičič (do 19. oktobra 1994), Breda Pečan (od 21. decembra 1994)
- podpredsednik: Maks Sušek
- člani: Tone Anderlič, Roberto Battelli, Franc Černelič, Polonca Dobrajc (do 22. junija 1995), Ivo Hvalica, Janez Jančar, Jožef Kopše (do 31. januarja 1996), Zoran Madon, Jurij Malovrh, Breda Pečan (do 21. decembra 1994), Anton Peršak, Peter Petrovič (od 25. aprila 1995), Janez Podobnik, Marijan Poljšak (do 6. oktobra 1994), Marija Pozsonec, Jana Primožič, Ivan Sisinger

2. državni zbor Republike Slovenije
- izvoljena: 16. januar 1997
- predsednik: Vili Trofenik
- podpredsednik: Aurelio Juri
- člani: Anton Bergauer (do 27. februarja 1997), Ivan Božič, Geza Džuban, Andrej Fabjan, Mario Gasparini, Franc Jazbec, Štefan Klinc (od 15. maja 1997), Bojan Kontič, Miroslav Luci, Jurij Malovrh, Maria Pozsonec, Pavel Rupar, Eda Okretič - Salmič, Jožef Špindler, Jožef Zimšek
- funkcija člana: Štefan Klinc (25. marec-15. maj 1997)